# Hälsingehof
Ein Hälsingehof ist ein Hof oder ein ehemaliger Hof in der schwedischen Landschaft Hälsingland. Heute gibt es noch rund 1000 Hälsingehöfe mit kulturhistorischem Wert. Sieben von ihnen – Kristofers in Stene, Gästgivars in Vallsta, Jon-Lars und Pallars in Långhed, Fågelsjö gammelgård, Bommars in Letsbo sowie Erik-Anders in Asta – wurden im Juli 2012 als schwedisches Kulturdenkmal in die Liste des Weltkulturerbes der UNESCO aufgenommen.
Die Höfe sind Beispiele einer auf Holzbauweise beruhenden volkstümlichen Bautradition des Landes. Bemerkenswert ist die Größe der Gebäude, die oft zweistöckig mit reichlichen Verzierungen ausgeführt wurden. Sie dienten mehreren Generationen gleichzeitig als Wohnhaus. Entstanden sind die Höfe im Stil des 18. Jahrhunderts.
Der Hausschmuck zeigt sich beispielsweise in profilierten Dachfüßen, geschnitztem oder profilgesägtem Fensterfutter sowie kunstvoll gestalteten Hauseingängen. Die Interieurs sind teilweise gut erhalten mit Wandgemälden, Schablonegemälden und Tapeten. Die Bilder zeigen biblische Motive, ins Hälsingemilieu übertragen, aber auch lustige Erzählungen, gemischt mit Kurbitsmalereien mit Blumen und Bändern.
Viele Gemeinden hatten ihre eigene Bauart, und die verschiedenen Merkmale kamen meist an den Hauseingängen zum Ausdruck, vor allem bei den Austritten. In einigen Gemeinden, vor allem an der Küste, fehlten die Vortreppen, stattdessen gab es kostspieligere Treppen und Türfutter.
Zu den Höfen gehörten auch Wirtschaftsgebäude, frei außerhalb des Hofraums platziert. Jedes Gebäude hatte seine eigene Funktion. Scheunen, Ställe Schmieden, Waschhäuser und Trockenhäuser für Getreide.

## Galerie

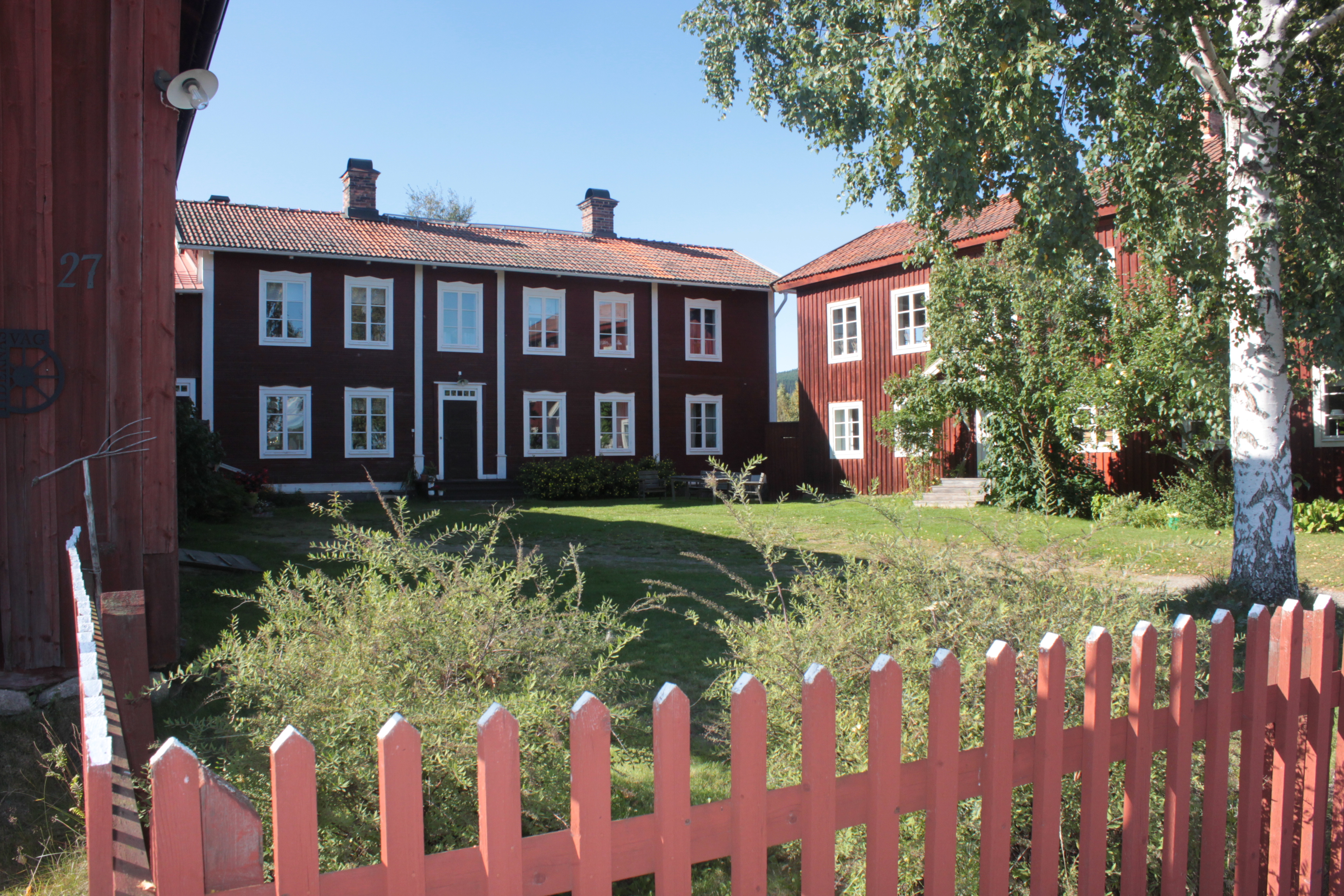
Hälsingegård Gästgivars in Vallsta
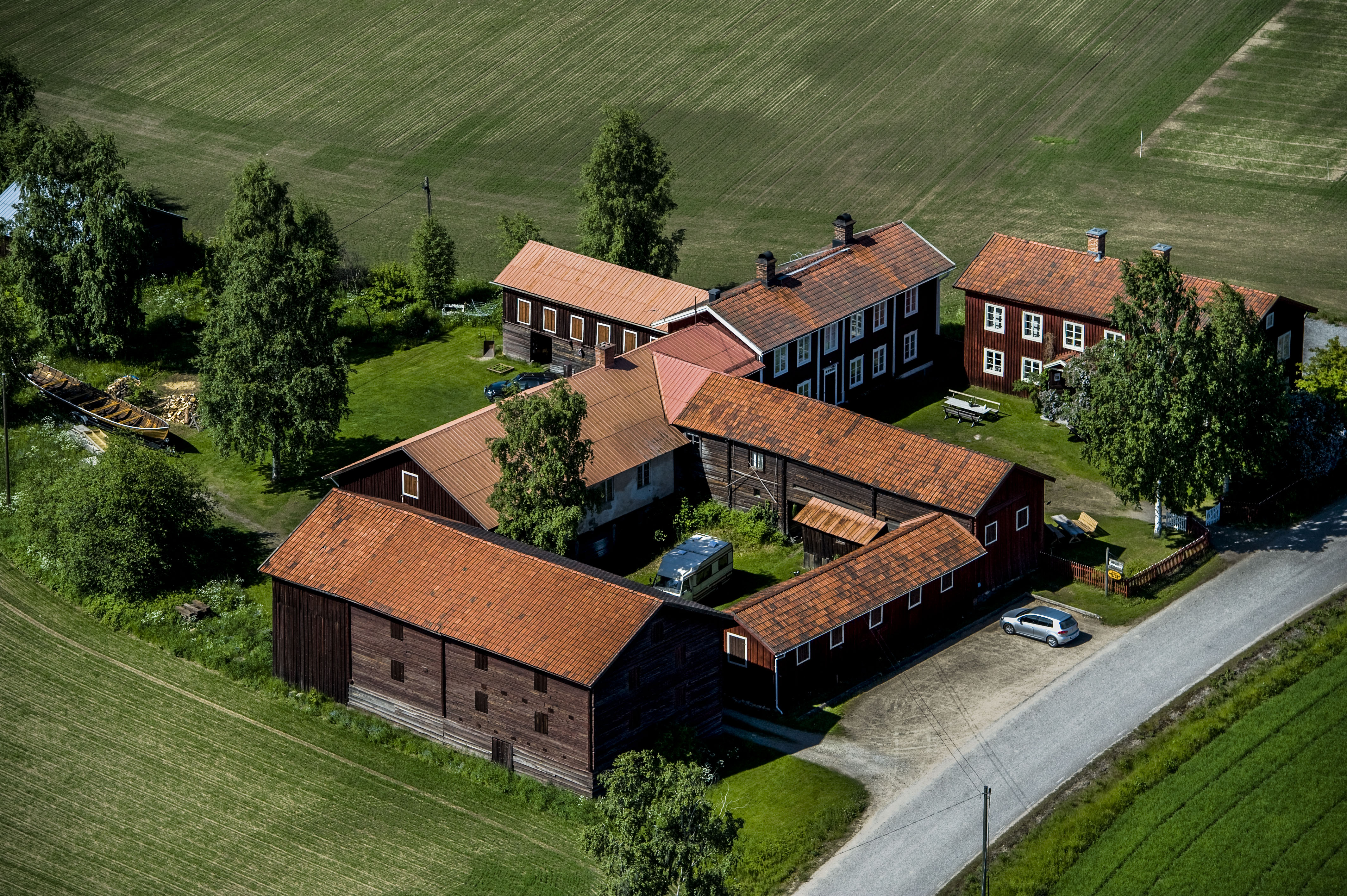
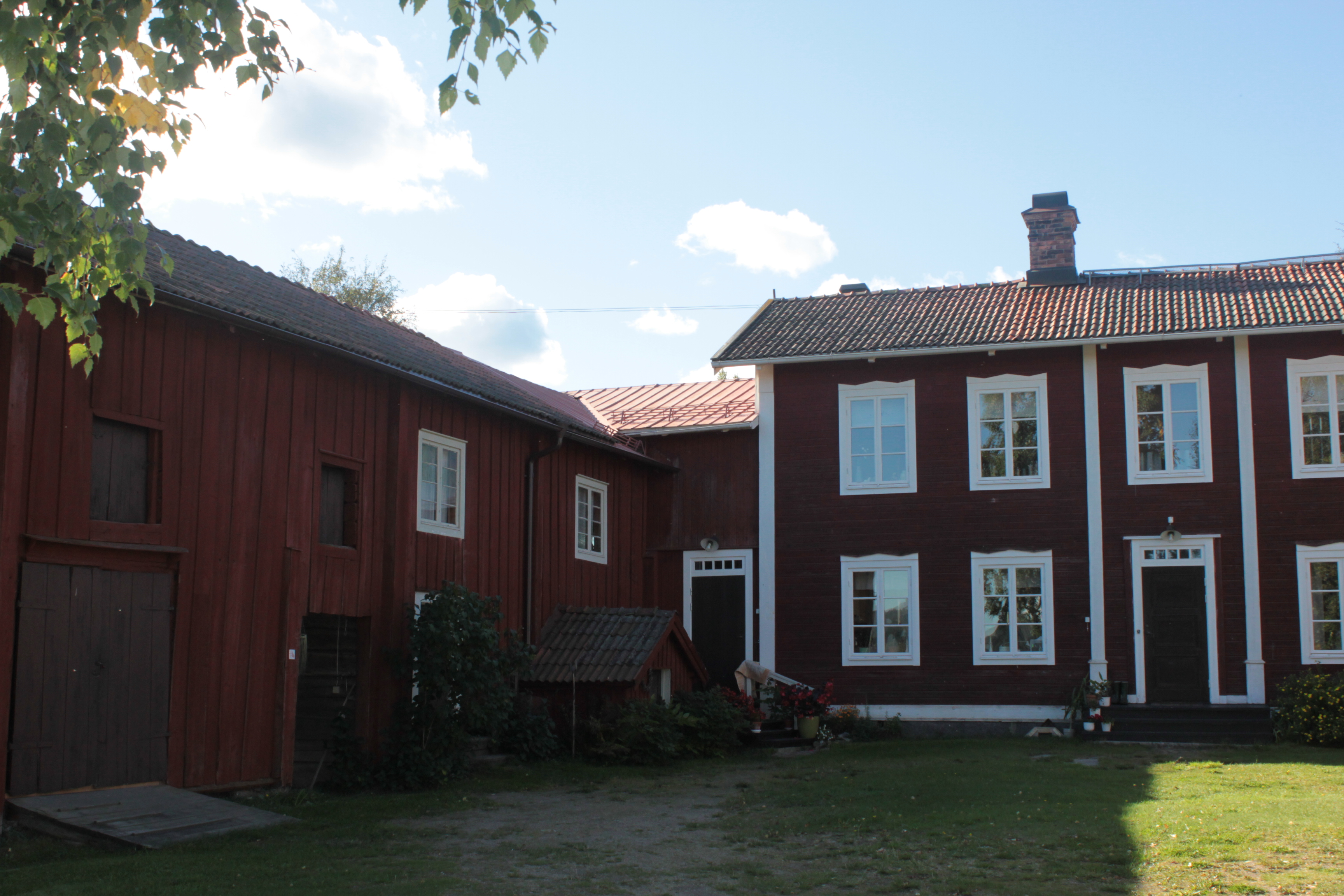
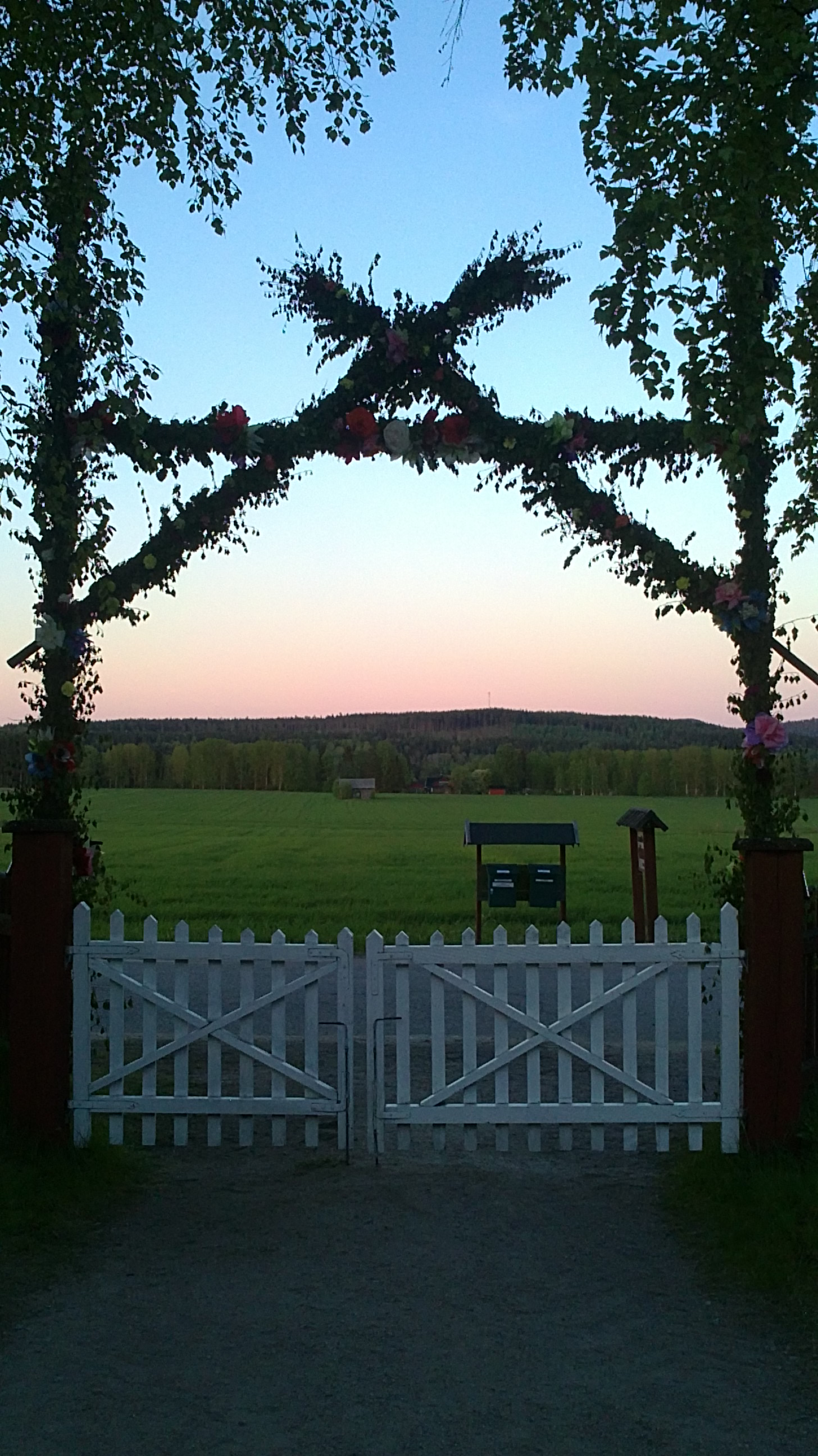
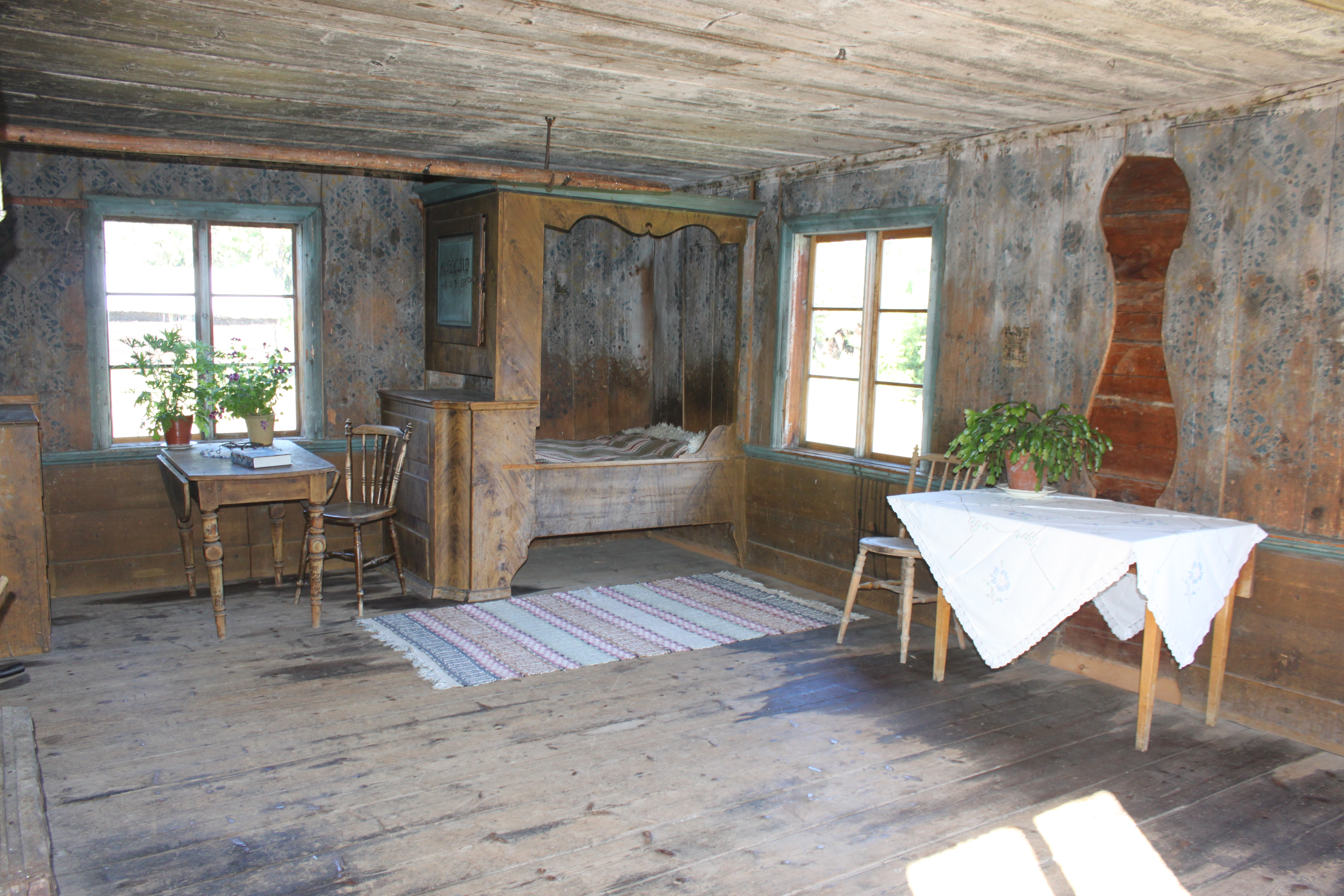
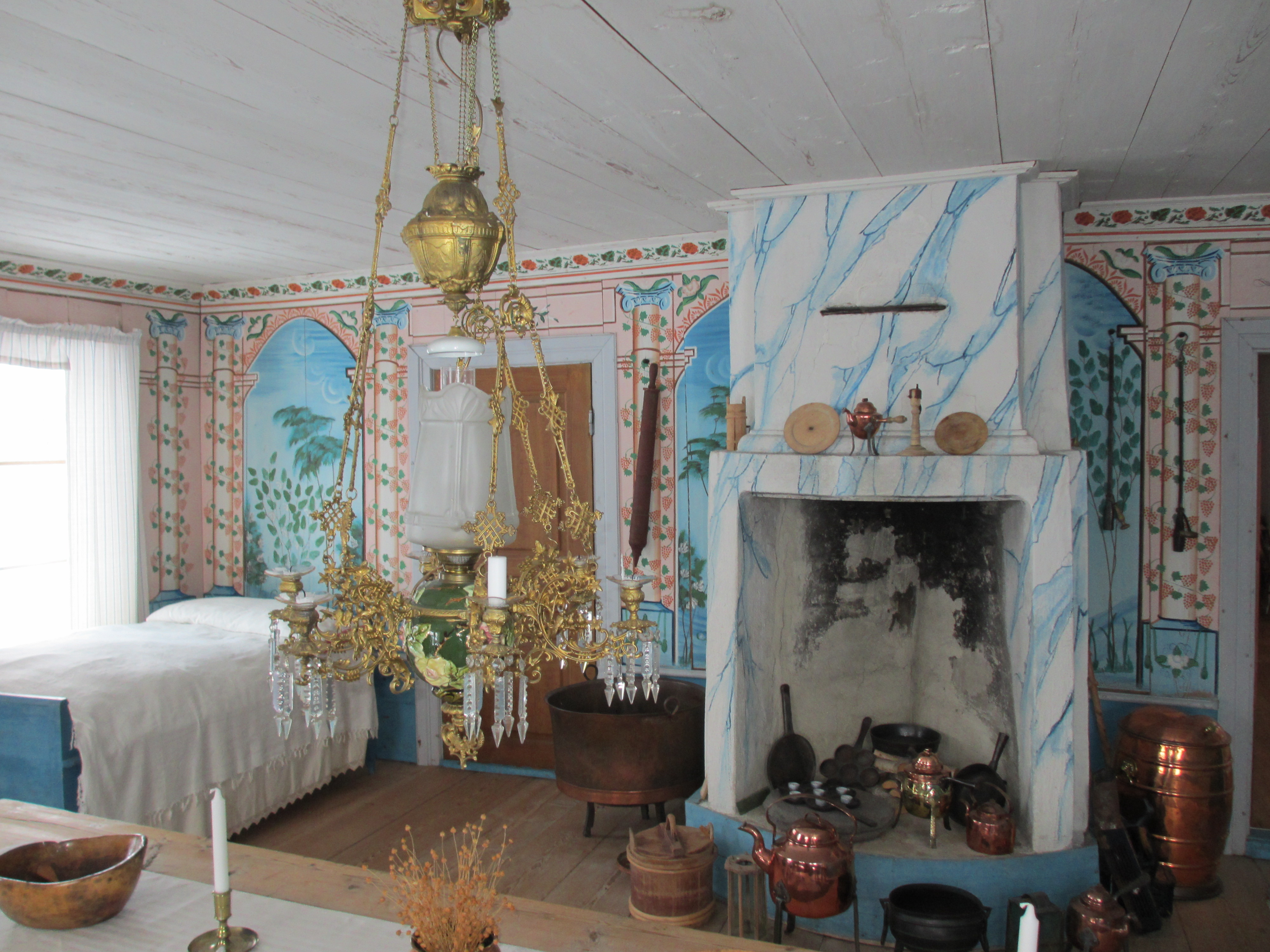
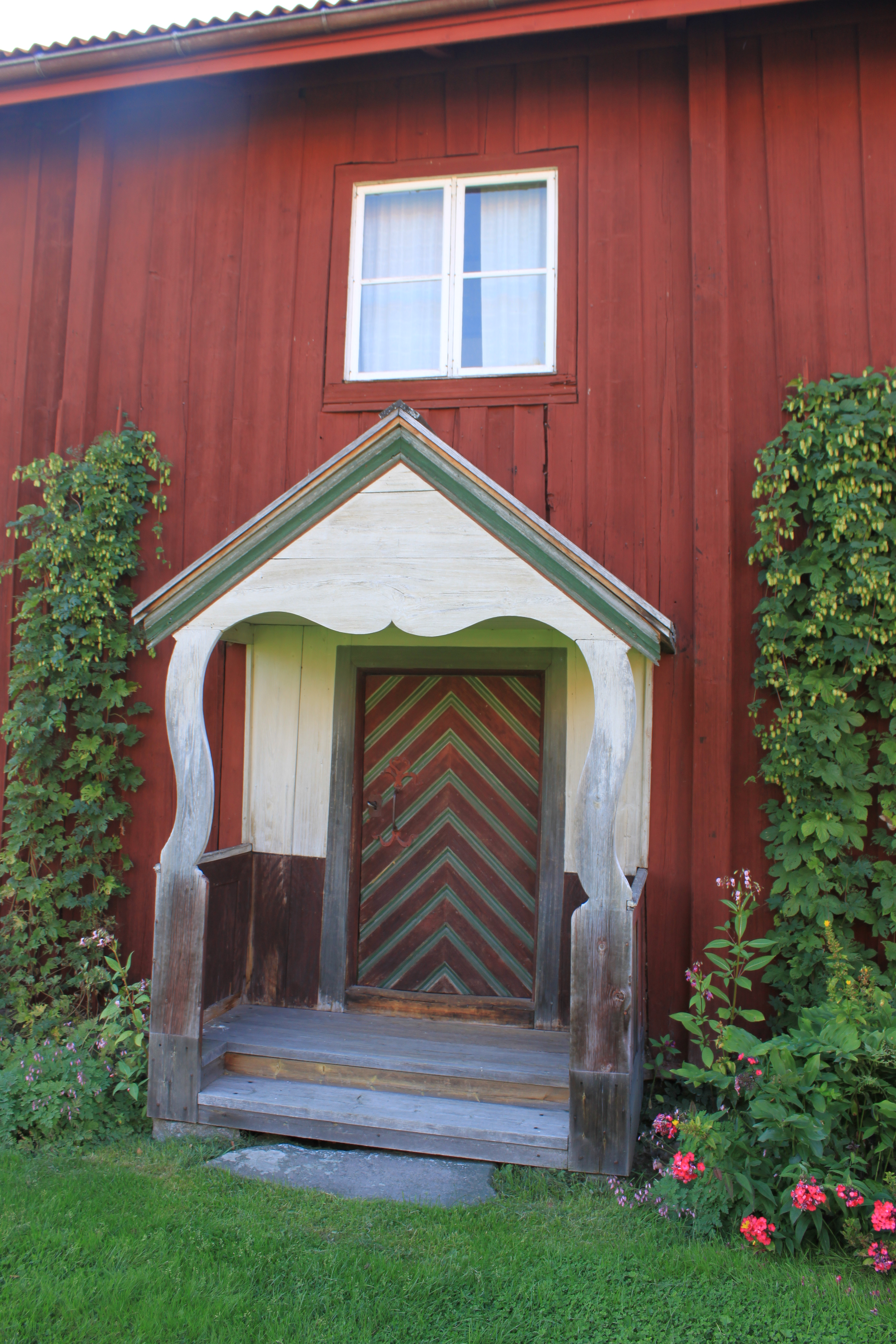